# Bob Riedy
Robert F. Riedy, detto Bob (26 agosto 1945), è un ex cestista statunitense, professionista nella ABA.

## Carriera
Venne selezionato dai Baltimore Bullets al sesto giro del Draft NBA 1967 (56ª scelta assoluta).